# Élection à la direction du Parti national écossais de 2014
L'élection à la direction du Parti national écossais de 2014 a eu lieu le 14 novembre 2014, pour élire le nouveau chef de file du parti, après la démission du premier ministre et chef du parti, Alex Salmond à la suite de la victoire du non lors du référendum sur l'indépendance. Nicola Sturgeon est la seule candidate. Elle est par conséquent élue cheffe du parti et dans la mesure où le SNP est au gouvernement, elle devient la première femme chef du gouvernement, une semaine plus tard.